# Baku (stacja kolejowa)
Baku – stacja kolejowa w Baku, w Azerbejdżanie. Jest największą stacją kolejową w kraju. Znajduje się tu 8 peronów. Dworzec połączony jest z siecią metra – w pobliżu znajdują się stacje 28 May i Cəfər Cabbarlı. Stacja oferuje połączenia krajowe i międzynarodowe (Moskwa, Tbilisi, Charków, Rostów nad Donem)
Stacja jest przystosowana do obsługi kolei wysokich prędkości, od 2019 roku można stąd dojechać taką koleją do Gandży.
Rozstaw szyn torów na stacji wynosi 1520 mm.

## Historia

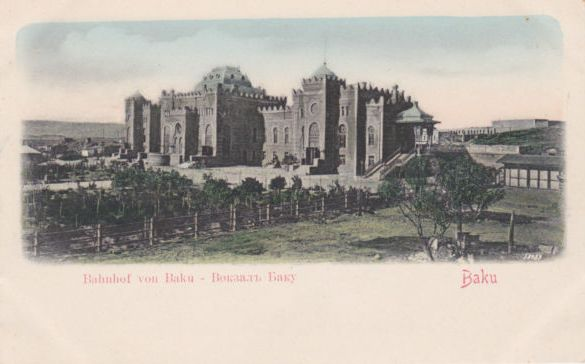
Stacja kolejowa około 1910 roku

W 1880 roku otwarto stację w Baku, przy okazji otwarcia pierwszej, 20-kilometrowej linii kolejowej Baku – Sabunçu – Surakhani. Linia ta, której wybudowanie zlecono Towarzystwu Kolejowemu Poti – Tbilisi, służyła transportowi ropy naftowej wydobywanej na Półwyspie Apszerońskim do rafinerii w Baku.
29 lutego 1924 roku (21 dni po otwarciu sieci tramwajowej w Baku), Rada Miejska Baku podjęła decyzję o konieczności rozpoczęcia budowy podmiejskiej kolejki elektrycznej. Władze partyjne były również zainteresowane elektryfikacją linii Baku – Sabunçu. Tę inwestycję rozpoczęto w marcu 1925 roku, a 26 lipca 1926 roku pierwsze pociągi elektryczne zaczęły kursować z baku na pola naftowe Sabunçu i Surakhani.
Budynek dworca został ukończony w roku 1884, wybudowano go w stylu mauretańskim. Wysoka wieża została dobudowana w trakcie rozbudowy dworca w 1977 roku. W latach 2015 – 2017 dworzec przeszedł gruntowny remont, w wyniku którego m.in. powstały nowe kasy biletowe oraz stoiska gastronomiczne i usługowe; budynek dostosowano także do potrzeb osób niepełnosprawnych.